# L'échafaud peut attendre
Pour plus de détails, voir Fiche technique et Distribution.
L'échafaud peut attendre est un film français réalisé par Albert Valentin, sorti en 1949.

## Synopsis
L'histoire repose sur les empreintes digitales identiques du meurtrier et du prévenu. Serge, membre d'un trio de malfaiteurs, est interpellé et condamné. Son ami Michel, devenu l'amant d'Hélène, reproduit les empreintes digitales de Serge, et commet un autre vol en laissant les empreintes de Serge. Comme Serge est en prison la police devra admettre qu'un autre voleur a les mêmes empreintes que lui. Mais le vol de Michel tourne mal, et il tue le pharmacien qu'il cambriolait. Dans la nuit Serge s'est évadé, il sera donc accusé d'un crime qu'il n'a pas commis, et envoyé à l'échafaud.

## Fiche technique
- Titre : L'échafaud peut attendre
- Réalisation : Albert Valentin
- Scénario : Albert Valentin
- Dialogues : Denis Marion et André Haguet
- Photographie : Gérard Perrin
- Son : René Longuet
- Décors : Raymond Druart
- Montage : Pierre Delannoy
- Musique : Vincent Scotto
- Société de production : Codo-Cinéma
- Production : Claude Dolbert
- Tournage : du 15 mars 1948 au 24 avril 1948
- Pays de production :  France
- Genre : Film policier
- Durée : 87 minutes
- Date de sortie : 
  - France : 9 février 1949